# Caetano Izzo
Caetano Izzo (São Paulo, 11 de maio de 1897 — Marília, 27 de maio de 1973) foi um futebolista ítalo-brasileiro que atuava como atacante. Conhecido por ter feito os três primeiros gols da história do Derby Paulista, quando atuava pela então Società Sportiva Palestra Italia, no primeiro clássico contra o Corinthians, disputado em 1917, e vencido pelo Palestra Italia por 3–0.

## Carreira

### Palestra Italia
Ex-futebolista do Ruggerone, time de origem italiana fundado na Lapa e inativo desde o início do século passado, chegou ao Palestra Itália em 1917 e sempre será lembrado como o primeiro carrasco do clássico frente ao Corinthians, tendo marcado os três primeiro gols da história do Derby Paulista (Palestra Italia 3–0 Corinthians). Também fez parte da equipe campeã do primeiro título da história do clube (Campeonato Paulista de Futebol de 1920), mesmo ano no qual anotou o primeiro gol do Verdão como o proprietário do Estádio Palestra Itália (Società Sportiva Palestra Italia 7–0 Associação Atlética Mackenzie College). 

### Seleção Brasileira
Pela Seleção Brasileira, atuou em todos 4 jogos do Campeonato Sul-Americano de 1917, a atual Copa América. Sendo 1 vitória e 3 derrotas; marcou 2 gols.

## Morte
Caetano morreu no dia 27 de maio de 1973 e foi enterrado no cemitério de Marília em vala comum e na mais absoluta miséria.

## Títulos
Palestra Itália/Palmeiras
- Campeonato Paulista: 1920